# Alec H. Sehon
Alec Herman Sehon (* 1924 in Blejoi, Rumänien; † 3. Februar 2018 in Winnipeg) war ein kanadischer Immunologe und Hochschullehrer an der University of Manitoba.

## Leben
Alec Sehon erhielt 1948 einen Bachelor an der Victoria University of Manchester und absolvierte dort 1950 auch ein Masterstudium in Chemie und Physikalische Chemie. 1951 promovierte er. Anschließend arbeitete er am National Research Council of Canada (1951/52), am California Institute of Technology und am Fachbereich Biochemie an der Universität Uppsala (1952/53). Von 1953 bis 1969 arbeitete er am Fachbereich für Experimentelle Medizin und Chemie der McGill University. 1969 wurde Sehon zum ordentlichen Professor für Immunologie an die University of Manitoba berufen, wo er eine Abteilung für Immunologie aufbaute. Im gleichen Jahr wurde er Mitglied der Royal Society of Canada.
Sehon war verheiratet und hatte zwei Kinder.

## Forschungsschwerpunkte
Sehons Forschungsinteresse galt vor allem der Immunantwort und Therapien zur Suppression von Immunglobulin E zur Behandlung von Allergien. Außerdem forschte er zur Vermeidung von Abstoßungsreaktionen nach Organtransplantationen und der Behandlung von Autoimmunerkrankungen.

## Werke (Auswahl)
- mit Lawrence Goodfriend und Robert P Orange: Mechanisms in allergy: reagin-mediated hypersensitivity. Tagungsband zum International Symposium on Control Mechanisms in Reagin-Mediated Hypersensitivity, Marcel Dekker, New York 1973
- mit Jean Dausset: Induction, function and suppression of IGE antibodies. Excerpta Medica, Amsterdam 1981
- mit Kimishige Ishizaka, Teruko Ishizaka: IgE antibodies: their synthesis and effector functions. Pharmacia, Uppsala 1985
- Allergy and inflammation: from gene cloning to clinical practice. Karger, Basel/München/Paris/New York 1989
- Epitopes of atopic allergens. The UCB Institute of Allergy, Brüssel 1990
- mit Dietrich Kraft: Molecular biology and immunology of allergens. CRC Press, Boca Raton 1993
- mit Kent T. HayGlass, Dietrich Kraft: New horizons in allergy immunotherapy. Plenum Press, New York 1996

## Auszeichnungen
- 1963: Fellowship der John Simon Guggenheim Foundation[4]
- 1977: Thomas W. Eadie Medal der Royal Society of Canada
- 1994: Clemens von Pirquet-Medaille der Österreichischen Gesellschaft für Allergologie und Immunologie